# Odznaka okolicznościowa Medal Stulecia Powołania Formacji Ochronnej
Odznaka okolicznościowa Medal Stulecia Powołania Formacji Ochronnej  – polskie odznaczenie resortowe, ustanowione zarządzeniem Ministra Spraw Wewnętrznych i Administracji z dnia 24 maja 2024. Upamiętnia ona setną rocznicę powołania VIII Brygady Ochronnej w ramach Ministerstwa Spraw Wewnętrznych w 1924 roku.

## Zasady nadawania
Medal nadaje, w drodze decyzji, minister właściwy ds. wewnętrznych z własnej inicjatywy albo na wniosek Komendanta Służby Ochrony Państwa.
Medal ma charakter okolicznościowy i może być nadany osobie w uznaniu osiągnięć w popularyzowaniu tradycji i dokonań Służby Ochrony Państwa.
Medal może być nadany tej samej osobie tylko raz.
Medal wręcza minister właściwy ds. wewnętrznych albo – w jego imieniu – Komendant Służby Ochrony Państwa.
Okres nadawania medalu ograniczono do roku jubileuszowego trwającego od dnia 12 czerwca 2024 do dnia 11 czerwca 2025.

## Insygnia
Medal ma kształt okrągły o średnicy 35 mm w kolorze srebrnym z obustronnie zaznaczoną krawędzią, z uszkiem i kółkiem do zawieszenia na wstążce. Na stronie licowej widnieje wypukły srebrzysty wizerunek orła z herbu Rzeczypospolitej Polskiej z lat 1919-1927 w otoku z wypukłym napisem majuskułowym SEMPER PARATUS i SEMPER FIDELIS (łac. ZAWSZE GOTOWY i ZAWSZE WIERNY) rozdzielonym u góry wypukłymi datami 1924-2024. Na stronie odwrotnej, w otoku z wypukłym napisem majuskułowym biegnącym od dołu SŁUŻBA OCHRONY PAŃSTWA, jest umieszczony pośrodku trzywierszowy, wypukły napis majuskułowy 100 LAT/ W SŁUŻBIE/ OJCZYZNY.
Medal jest zawieszony na wstążce szerokości 35 mm z rypsu w kolorze ciemnogranatowym z umieszczonymi symetrycznie po brzegach połączonymi prążkami czerwonym i białym, każdy szerokości 3 mm, przy czym prążki czerwone są skrajnymi, oraz dwoma prążkami żółtymi szerokości 2 mm w odległości 6 mm od prążków białych.
Medal nosi się na lewej stronie piersi, po orderach i odznaczeniach.